# Molain (Jura)
Molain é uma comuna francesa na região administrativa de Borgonha-Franco-Condado, no departamento de Jura. Estende-se por uma área de 11,5 km². Em 2010 a comuna tinha 111 habitantes (densidade: 9,7 hab./km²).